# Andrei Miagkov
Andrei Vassilievitch Miagkov (em russo: Андре́й Васи́льевич Мягко́в, Leningrado, República Socialista da Rússia, 8 de julho de 1938 - Moscou, 18 de fevereiro de 2021) foi um ator de cinema russo.

## Carreira
Foi um ator que atingiu a celebridade durante a União Soviética, seus filmes incluem comédias que satirizam com o cotidiano da extinta sociedade soviética e dramas biográficos, todos de muito sucesso na União Soviética e mais recentemente, Rússia. Recebeu o Prêmio Estatal Socialista em 1977, pelo papel de Lukashin no filme De Moscou a Leningrado, a Ordem dos Irmãos Vassiliev em 1979, pelo papel de Novoseltsev em Romance Burocrático e a premiação de Artista do Povo da URSS em 1986. Entre seus mais conhecidos filmes estão Nadezhda, De Moscou a Leningrado, Romance Burocrático, A Garagem e Um Romance Cruel.
Em diversos filmes, encenou com os atores Oleg Bassilashvili, Alisa Friendlich, Nikita Mikhalkov, Iuri Iakovlev, Bárbara Brilska e trabalhou com o diretor Eldar Riazanov. Em 1973, fez o papel de Vladimir Lênin no filme biográfico Nadezhda, o papel rendeu-lhe a fama necessária para trabalhar na produção do filme De Moscou a Leningrado.

## Morte
Morreu em 18 de fevereiro de 2021, em Moscou, aos 82 anos.